# Max Kahn
Max Kahn (Etterbeek, 27 juni 1871 - 14 september 1959) was een Joods-Belgische atleet en voetballer. Als atleet was hij gespecialiseerd in het hordelopen en het hoogspringen. Hij veroverde zeven Belgische atletiektitels. Als voetballer was hij doelman.

## Biografie
Kahn werd in 1891 met een nationaal record Belgisch kampioen op de 110 m horden. Tussen 1895 en 1901 veroverde hij nog vijf bijkomende titels op de 110 m horden. In 1901 werd hij ook Belgisch kampioen in het hoogspringen.
Kahn was doelman. Hij was in 1901 geselecteerd voor de Belgische ploeg voor de Schaal Van den Abeele tegen de Nederlandse selectie.
Kahn was als atleet aangesloten bij Athletic and Running Club Brussel. Als voetballer speelde hij twee seizoenen voor Leopold Club alvorens over te stappen naar de voetbalafdeling van Athletic and Running Club Brussel. Bij die club werd hij later voorzitter. Hij stichtte nadien zelf een sportclub Kahn Athletic Club, actief in de atletiek en het voetbal.
Kahn was in 1904 als ondervoorzitter van de UBSSA een van de stichters van de FIFA.
Max Kahn was de zoon ven Lehman Kahn, een Duitse jood, die in 1855 naar Brussel was geëmigreerd en die het Kahn International Institute oprichtte. Hij was een belangrijk figuur in de Joodse gemeenschap in België. Hij was ook actief in de gemeentepolitiek. Hij werd als lid van de liberale partij op een kartellijst met de socialisten verkozen tot gemeenteraadslid in Etterbeek. Hij was ook plaatselijk voorzitter van de liberale partij.

## Belgische kampioenschappen
| Onderdeel    | Jaar                               |
| ------------ | ---------------------------------- |
| 110 m horden | 1891, 1895, 1896, 1897, 1899, 1901 |
| hoogspringen | 1901                               |

## Persoonlijk record
| Onderdeel    | Prestatie      | Datum       | Plaats  |
| ------------ | -------------- | ----------- | ------- |
| 110 m horden | 17,2 s (ex-NR) | 6 juni 1891 | Brussel |

## Palmares

### 110 m horden
- 1891:  BK AC – 17,2 s (NR)
- 1895:  BK AC – 21,0 s
- 1896:  BK AC – 17,2 s
- 1897:  BK AC – 18,0 s
- 1899:  BK AC – 18,6 s
- 1901:  BK AC – 18,6 s

### hoogspringen
- 1901:  BK AC – 1,50 m